# Sievi Capital
Sievi Capital (anciennement Scanfil) est une société d'investissement basée à Sievi en Finlande.

## Présentation
Scanfil, le prédécesseur de Sievi Capital, est fondée par Jorma Takanen en 1976 à Sievi. 
En 2012, l'ancienne Scanfil plc est scindée en deux sociétés, dont la nouvelle Scanfil plc qui continuera d'être un fabricant en sous traitance d'équipements électroniques et les actifs d'investissement sont transférés à Sievi Capital. 
Le 30 septembre 2014, Sievi Capital a acquis la totalité du capital social de Finelcomp Oy. 
Finelcomp Oy est un fabricant finlandais de boîtiers de tableaux électriques dont le siège est à Outokumpu. 
La majorité des actions de Sievi Capital Plc, ainsi que celles de Scanfil plc, appartiennent à Jorma J. Takanen et à sa famille. 
L'entreprise de la famille Takanen, Jussi Capital Oy, est le principal actionnaire.

## Actionnaires
Au 31 décembre 2019, les plus grands actionnaires de Sievi Capital sont:
| #  | Actionnaire             | Actions    | %     |
| -- | ----------------------- | ---------- | ----- |
| 1  | Jussi capital           | 46 015 611 | 79,66 |
| 2  | Mikko Kalervo Laakkonen | 3 750 260  | 6,49  |
| 3  | Martti Tapio Takanen    | 1 954 218  | 3,38  |
| 4  | Sanna Johanna Takanen   | 428 891    | 0,74  |
| 5  | Juha Petteri Johanen    | 421 191    | 0,73  |
| 6  | Uolevi Ojala            | 116 000    | 0,20  |
| 7  | Mandatum Life           | 102 428    | 0,18  |
| 8  | Juhani Nieminen         | 10 000     | 0,17  |
| 9  | Erkki Inkinen           | 68 000     | 0,12  |
| 10 | Aimo Ojala              | 66 000     | 0,11  |
|    | Total [1-10]            | 53 022 699 | 91,79 |